# Vive le fric !
Pour plus de détails, voir Fiche technique et Distribution.
Vive le fric ! est un film français réalisé par Raphaël Delpard, sorti en 1985.

## Fiche technique
- Titre : Vive le fric !
- Autre titre : Les Surdoués du hold-up
- Réalisation : Raphaël Delpard
- Scénario : Raphaël Delpard
- Photographie : Claude Becognée
- Son : Gérard Barra
- Costumes : Rosine Lan
- Décors : Denise Cohen
- Musique : Michel Guillaume
- Montage : Gérard Le Du
- Société de production : Devenir Productions
- Pays d'origine :  France
- Durée : 83 minutes
- Date de sortie : France, 19 juin 1985

## Distribution
- Évelyne Dress : Armelle Lévêque
- Raphaël Delpard : Jean Lévêque
- Hubert Deschamps : Gaston Leblanc
- Virginie Blanc : Virginie Leblanc
- Daniel Prévost : le banquier
- Jacques Legras : le percepteur
- Patrice Melennec : Le policier homo
- Carole Brenner : Ulla
- Jacqueline Duc : la femme du banquier
- Jean Tolzac